# Sky Dome 2123
Pour plus de détails, voir Fiche technique et Distribution.
Sky Dome 2123 (Műanyag égbolt) est un film d'animation hongrois de Tibor Bánóczki et Sarolta Szabó, sorti en 2023.

## Fiche technique
Sauf indication contraire, les informations mentionnées dans cette section peuvent être confirmées par la base de données cinématographiques IMDb,  présente dans la section « Liens externes ».
- Titre original : Müanyag égbolt
- Titre français : Sky Dome 2123
- Titre international : White Plastic Sky
- Réalisation, scénario, direction artistique et photographie  : Tibor Bánóczki et Sarolta Szabó
- Décors : Éva Korda
- Montage : Judit Czakó
- Musique : Christopher White
- Pays d'origine : Hongrie
- Format : Couleurs
- Genre : animation, drame, science-fiction (Dystopie)
- Durée : 110 minutes
- Date de sortie :
  - Allemagne : 17 février 2023 (Berlinale 2023)
  - Hongrie : 30 mars 2023
  - France : 24 avril 2024

## Distribution

### Voix originales
- Tamás Keresztes : Stefan Kovács
- Zsófia Szamosi : Nora Kállay
- Géza D. Hegedüs : Janos Paulik
- Judit Schell : Dr Madu
- István Znamenák : le directeur
- Zsolt Nagy : Márk Kovács
- Márton Patkós : le capitaine
- Renátó Olasz : Zoltán

### Voix françaises
- Marc Weiss : Stefan Kovács
- Myriem Akheddiou : Nora Kállay
- Daniel Nicodème : Janos Paulik
- Manuela Servais : Dr Madu
- Benoît Van Dorslaer : le directeur
- Karim Barras : Márk Kovács
- Marvin Schlick : le capitaine

## Sortie

### Accueil critique
En France, le site Allociné propose une moyenne de 3,5⁄5, d'après l'interprétation de 25 critiques de presse.

## Distinctions

### Sélections
- Berlinale 2023 : sélection en section Encounters
- Festival international du film d'animation d'Annecy 2023 : sélection en section Contrechamp
- Festival international du film fantastique de Neuchâtel 2023 : sélection en compétition Internationale
- Festival international du film fantastique de Catalogne 2023 : sélection en compétition Internationale

### Nomination
- 36e cérémonie des prix du cinéma européen : meilleur film d'animation